# Cleves
|  | No s'ha de confondre amb Clèves. |

Cleves és una població del Comtat de Hamilton a l'estat d'Ohio (Estats Units d'Amèrica).

## Demografia
Segons el cens dels Estats Units del 2000 tenia 2.790 habitants, 960 habitatges, i 750 famílies. La densitat de població era de 677,5 habitants/km².
Dels 960 habitatges en un 43,5% hi vivien nens de menys de 18 anys, en un 61,8% hi vivien parelles casades, en un 10,6% dones solteres, i en un 21,8% no eren unitats familiars. En el 17,6% dels habitatges hi vivien persones soles el 7,8% de les quals corresponia a persones de 65 anys o més que vivien soles. El nombre mitjà de persones vivint en cada habitatge era de 2,91 i el nombre mitjà de persones que vivien en cada família era de 3,3.
Per edats la població es repartia de la següent manera: un 31,4% tenia menys de 18 anys, un 7,7% entre 18 i 24, un 33,8% entre 25 i 44, un 18,1% de 45 a 60 i un 9% 65 anys o més.
L'edat mediana era de 33 anys. Per cada 100 dones de 18 o més anys hi havia 96,1 homes.
La renda mediana per habitatge era de 47.553 $ i la renda mediana per família de 50.926 $. Els homes tenien una renda mediana de 32.917 $ mentre que les dones 25.000 $. La renda per capita de la població era de 17.617 $. Aproximadament el 6,3% de les famílies i el 7,6% de la població estaven per davall del llindar de pobresa.

## Poblacions properes
El següent diagrama mostra les poblacions més properes.